# ويليام وثر جاكسون
ويليام وثر جاكسون (بالإنجليزية: William Lowther "Mudwall" Jackson)‏ هو قاضي ومحامي وسياسي أمريكي، ولد في 3 فبراير 1825 في كلاركسبورغ في الولايات المتحدة، وتوفي في 26 مارس 1890 في لويفيل في الولايات المتحدة. حزبياً، نشط في الحزب الديمقراطي.